# 曲り家

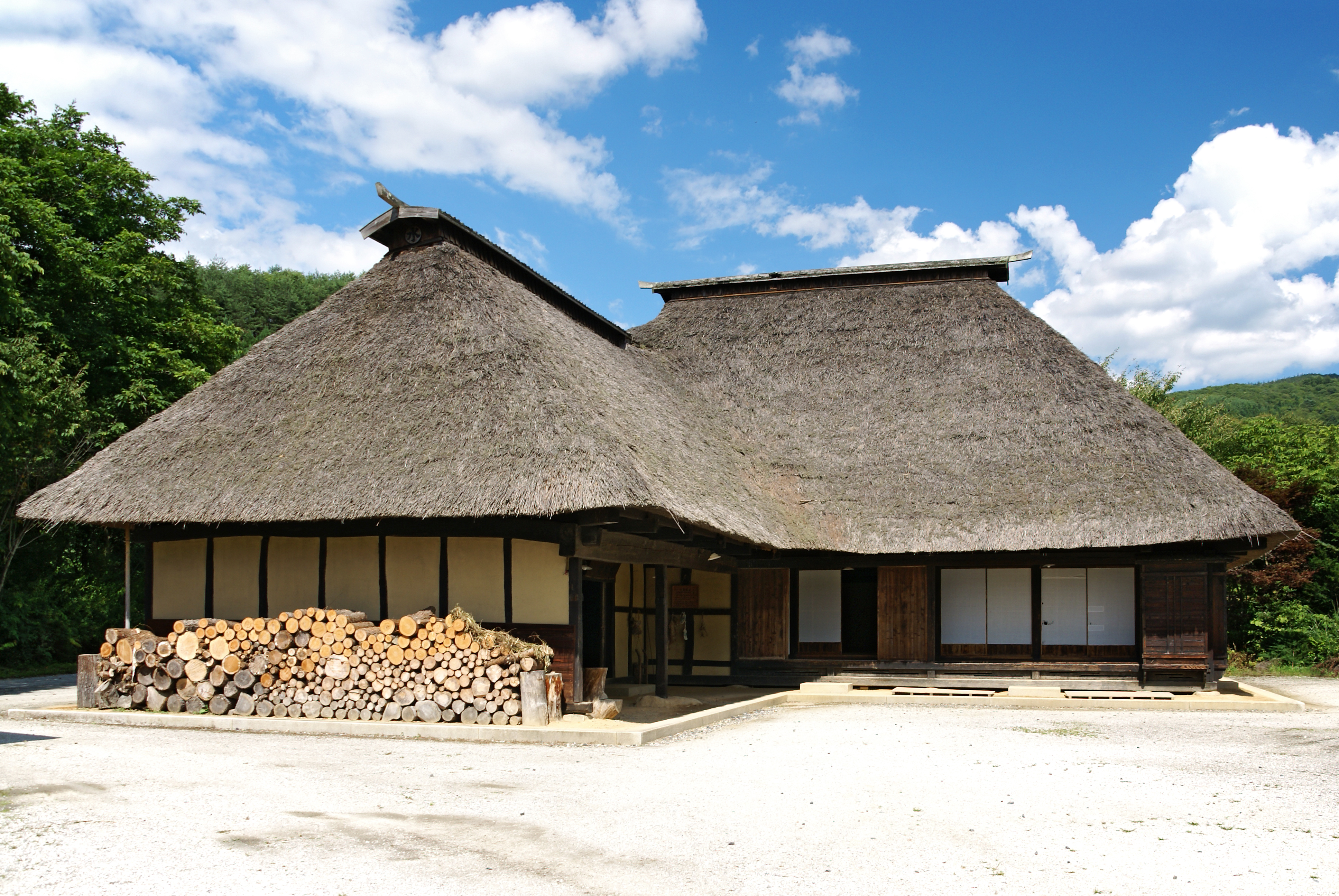
曲り家（岩手県遠野市・遠野ふるさと村）

曲り家（まがりや）は、日本の伝統的家屋（民家）の建築様式の一つで、L字型平面形をもつ農村家屋。曲家、曲屋、曲り屋、曲がり屋、曲り家、曲がり家などの表記も用いられる。

## 定義と形態

遠野地方における、典型的な曲り家の間取り例

広義には、長方形平面の直屋（すごや）に対して、L字形平面の家屋をいう。母屋と厩（馬屋）がL字形に一体化していることから、「曲り家」と呼ばれる。
こうした伝統的家屋は全国各地に分布しているが、「狭義」とされ、また最も広く知られているのが「南部曲り家（南部曲屋）」である。「南部曲り家」は「中門造」との対比で説明されることが多い。中門造民家の最大の特色は中門口と呼ばれる曲り部（突出部）の先端に入口が存在することである。この中門口（突出部の先端に設けられた入口）をもたないことが決定的な違いである。
このように曲り部先端の入口の有無で中門造系曲家と南部系曲家に一応分類することができる。ただし、秋田県仙北地域などでの農村家屋の形態の調査から、杉浦直は南部系と中門造系の2つに截然と分けることには問題がないわけではないと前置きしている。

### 外観の特徴
屋根は本来茅葺で、本屋（母屋）は寄棟、突出部（厩側）は入母屋もしくは寄棟である。本屋と突出部の向きには、右厩タイプ（向かって右側が突出部）と左厩タイプがあり、遠野盆地周辺では後者が多い。

### 内部間取りの特徴
家畜飼養空間、作業・収納空間、居住空間の3つからなる。遠野盆地周辺では、東側が台所で、南側に厩（うまや）が母屋の下手に接続して突出し、台所の竃から排出された暖気が厩に流れ込み、飼育されている馬を温める仕組みになっていることが多い。

## 南部系

### 南部曲り家の成立
南部曲り家の成立は、18世紀中期ないし前半まで遡ることができる。成立と普及は、盛岡藩が奨励した、馬の多頭育を目的としたなど諸説があるが、奨励したとする史料が見つかっていなかったり、曲り家同様に大型の厩を備えた直家も存在したりするなど、説得力のある根拠に乏しい状況である。村役人である肝煎など上層農家に曲り家が多いことから、曲り家と直家の採用には、家格表示の差異もあると考えられている。

### 南部曲り家の分布と減少
南部曲り家は、岩手県南部領地方（旧南部藩領）の岩手県部分のほぼ全域に存在した。
特に、馬産地であった岩手郡、紫波郡、稗貫郡、上閉伊郡、下閉伊郡、九戸郡に多く見られ、現在の盛岡市・紫波郡周辺と遠野市周辺が曲家分布の核心（高密）地域であった。
しかし、南部曲り家の数は減少を続けている。その要因は、遠野市の事例では、1）兼業化の進展、各種大型農用機械の導入、1970年頃までの牛の導入といった経済的要因、2）地域の共同性低下とそれに伴う茅葺屋根の葺き替えの困難化、そして生活改善運動といった社会的要因、3）屋内生活時間の増加、接客機会の減少など家庭生活に関する要因の3つである。その減少過程は、市全域で減少しつつも中心部近郊で早く縁辺部では遅れるという空間的パターンを示した。

### 南部曲り家の残存・継承
残存している南部曲り家には、継続的に居宅として使用されているものと、近隣に新しい居宅が建てられた後に物置として使用されてきたものが見られる。これらは、曲り家での生活に対する積極的な意識、あるいは所有者の相対的な経済的困窮によって残存してきた。それらの多くは新たな生活様式にある程度適応させた改造がなされているが、中には茅葺屋根を維持している例も見られる。
| 施設                                          | 所在地             | 備考 |
| 岩手県立博物館（旧佐々木家「曲がり屋」）      | 岩手県盛岡市       | 重要文化財                                                                                                  |
| 盛岡手づくり村                                | 岩手県盛岡市       | 岩手県松尾村から移築されていたが2000年8月3日に全焼。 2002年12月19日に岩手県雫石町の柳原家の寄贈で移築復元。 |
| 伝承園（旧菊池家住宅）                        | 岩手県遠野市       | 重要文化財                                                                                                  |
| 遠野ふるさと村                                | 岩手県遠野市       | |
| 千葉家住宅                                    | 岩手県遠野市       | 重要文化財                                                                                                  |
| 旧小原家住宅                                  | 岩手県花巻市東和町 | 重要文化財                                                                                                  |
| 国営みちのく杜の湖畔公園                      | 宮城県川崎町       | |
| 川崎市立日本民家園（旧工藤家住宅）            | 神奈川県川崎市     | 重要文化財                                                                                                  |
| 日本民家集落博物館 南部の曲家（旧藤原家住宅） | 大阪府豊中市       | 大阪府指定有形文化財                                                                                        |

## 中門造系
南部系曲家と比較した中門造系曲家の最大の特徴は曲り部（突出部、中門）先端に入口があり、ドマニワに通ずる通り土間があることである。ただし、先述のように、杉浦直は南部系と中門造系の2つに截然と分けることには問題がないわけではないと前置きしている。平面形態の特色から南部系曲家として扱うことができる農村家屋の中にも、日本海側地域の農村家屋に特有な要素、特に中門造民家との類似性や共通性が強くみられるものが一部に存在する。